# Tedorigawa-Talsperre
Die Tedorigawa-Talsperre (jap. 手取川ダム, Tedorigawa-damu) ist eine Talsperre in Japan, die am Tedori im Gebiet der Stadt Hakusan (Präfektur Ishikawa) in der Nähe des Berges Haku-san auf der Hauptinsel Honshū liegt.
Die Stauanlage erfüllt mehrere Zwecke, nämlich Hochwasserschutz, Wasserversorgung und Wasserkraftgewinnung. Das Wasserkraftwerk erzeugt eine Nennleistung von 250 Megawatt.

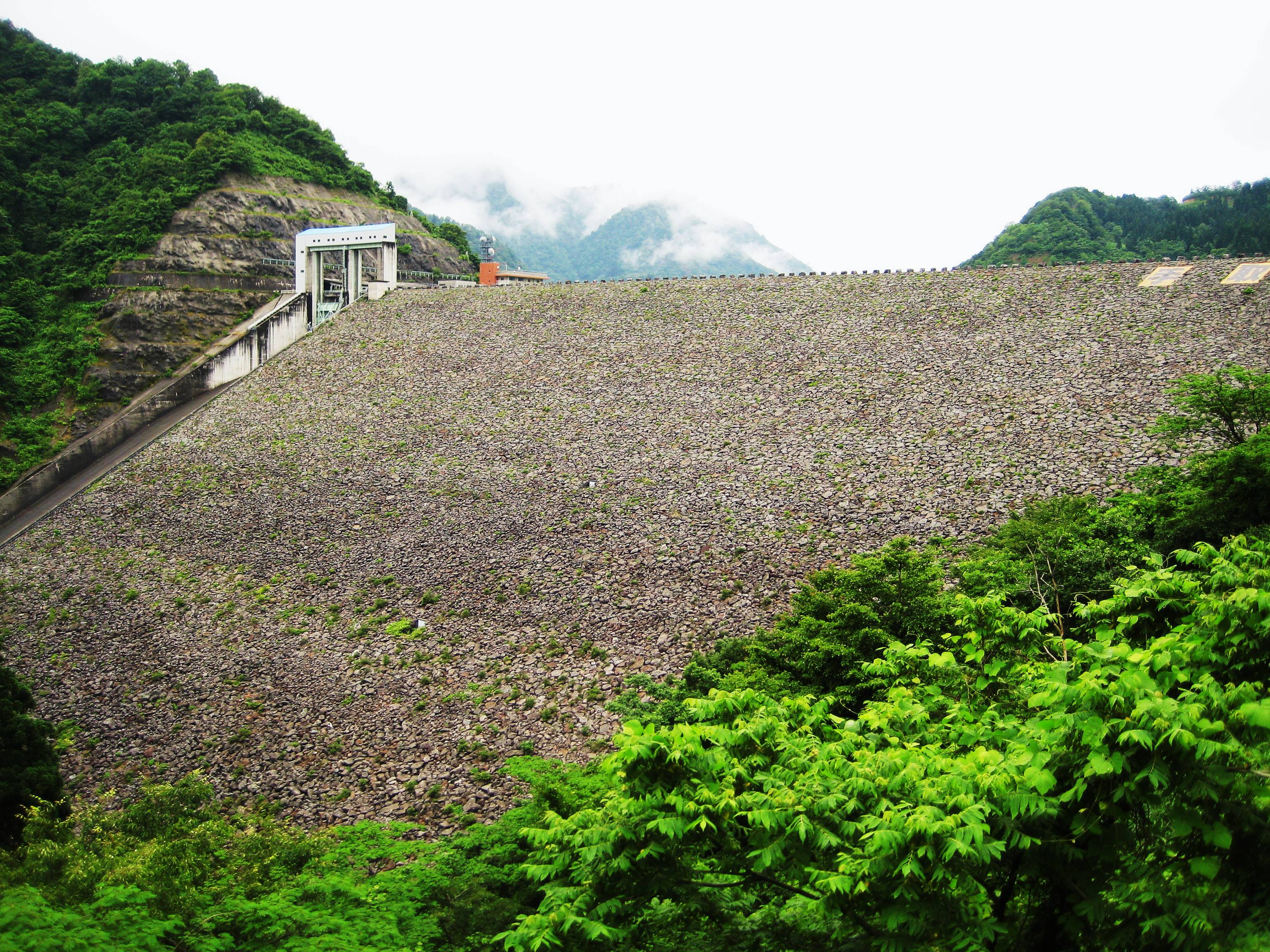
Staudamm

Das Absperrbauwerk ist ein 153 Meter hoher Staudamm aus Felsschüttmaterial mit einem Dichtungskern. Der Staudamm hat ein Volumen von mehr als 10 Millionen Kubikmetern.